# Cruz Roja Salvadoreña

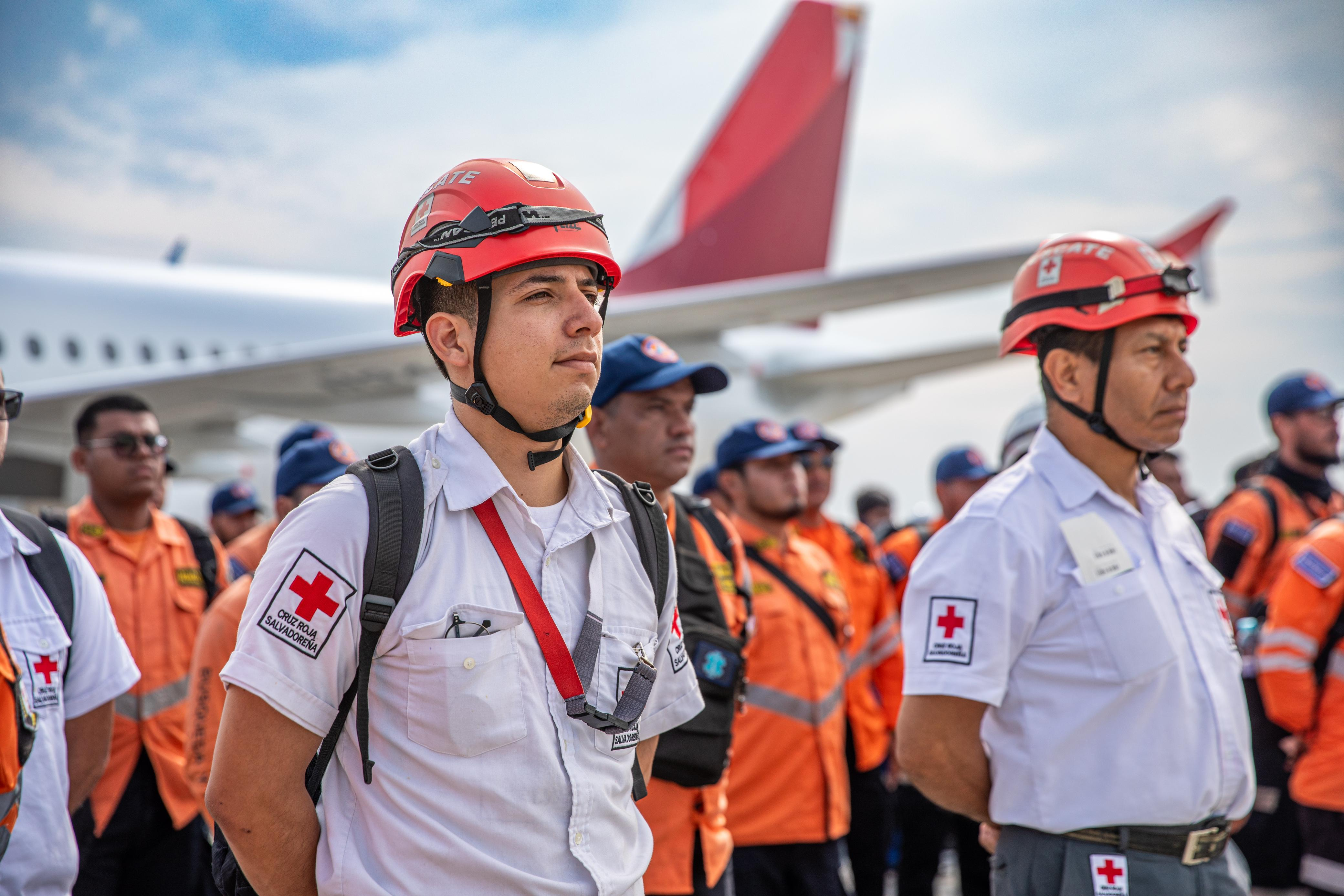
Helfer des Salvadorianischen Roten Kreuzes

Cruz Roja Salvadoreña ist die Rotkreuz-Bewegung in El Salvador, sie wurde während der Regierungszeit von Rafael Zaldívar am 13. März 1885 in San Salvador gegründet. Schwerpunkt ist Humanitäre Hilfe, Humanitäres Völkerrecht und Sozialarbeit.

## Geschichte
Die Pioniere, die 1884 begannen der Organisation den rechtlichen Status zu verschaffen waren, Luis Vandyck und Astor Marchesini. Cruz Roja Salvadoreña wurde am 25. April 1925 vom Comité Internacional de la Cruz Roja mit Sitz in Genf anerkannt.

## Abteilungen und Aufgaben des Cruz Roja Salvadoreña
- Comite de Damas Voluntarias wurde am 17. Juni 1906 gegründet und ist für die soziale Unterstützung  in Pflegeheimen, Kindertagesstätten und Waisenhäuser zuständig und sorgt für die Bereitstellung von Kleidung, Nahrung und Medizin der Bedürftigen.
- Cruz Roja Salvadoreña de la Juventud (Salvadorianischen Jugendrotkreuz) wurde am 9. Dezember 1926 gegründet.  Die Aufgaben der Gruppe sind, junge Menschen an das Ideengut des Roten Kreuzes heranzuführen. Seine Ziele sind soziales Engagement, Einsatz für Gesundheit und Umwelt, Handeln für Frieden und Völkerverständigung, politische und gesellschaftliche Mitverantwortung. Dabei arbeitet das Jugendrotkreuz mit Schulen, Bildungseinrichtungen, mit anderen Jugendverbänden und Initiativen zusammen.
- Cuerpo de Guardavidas Voluntarios (Rettungsschwimmer) wurde von Doktor Ruben Barraza  am 5. April 1938  gegründet,  diese Gruppe ist für die Wasserrettung an Stränden, Flüssen, Seen und Schwimmbäder verantwortlich, vor allem während der Sommersaison.
- Cuerpo de Socorristas Voluntarios ist eine Sondergruppe die am  31. Oktober 1951 in  Folge des Erdbebens in der Gegend von Chinameca und  Jucuapa gegründet wurde. Es ist die Hauptkraft des Cruz Roja Salvadoreña zur Katastrophenhilfe für Erdbebenopfer. Die Gruppe ist in den staatlichen Zivilschutz von El Salvador eingebunden.
- Centro de Sangre (Blutspendezentrum) in San Salvador

## Distriktverbände
Dem Cruz Roja Salvadoreña in San Salvador sind 14 Rotkreuz-Verbände unterstellt, die in den dicht besiedelten Departamentos von El Salvador stationiert sind.